# Quase Anjos: O Musical
Quase Anjos: O Musical foi o especial da novela Quase Anjos exibido pela Band como especial de Natal.
No dia 24 de dezembro de 2010, véspera de Natal, a Band exibiu um show de turnê da banda Teen Angels gravado para DVD intitulado "Casi Ángeles en el Teatro Gran Rex 2008" ás 21h da noite.
O especial consiste em um musical que traz os personagens da novela numa história inédita baseada na trama da segunda temporada. Exibido dublado, com os mesmos dubladores da novela, e músicas legendadas. Não foi exibido na íntegra, deixando de fora da edição algumas cenas no palco e músicas foi reduzidas e até cortadas.
No mesmo dia, pela manhã também foi exibido o último capítulo da segunda temporada da trama (tratada e exibida como primeira temporada na exibição do Brasil). A emissora agilizou a edição de capítulos da reta final da trama, exibida ás 9h20 da manhã, para que o último capítulo e o especial da novela coincidissem com a data comemorativa.

## Músicas do show original
- 01. Abertura / Señas Tuyas
- 02. Angeles Del Mundo (Versão Cielo)
- 03. Casi Angeles (Dance)
- 04. Puedo Ser
- 05. Nenes Bien
- 06. Nena
- 07. Escaparé
- 08. Hay Un Lugar
- 09. Valiente e Para Vos(Versão Cielo e Nico)
- 10. Ún Paso
- 11. El Espejo
- 12. A Ver Si Pueden
- 13. Dos Ojos
- 14. Reina Gitana
- 15. Guarda Tu Fé
- 16. Alguien
- 17. Voy Por Mas
- 18. De Cabeza
- 19. No Mas Goodbye
- 20. No Te Rindas
- 21. Tan Alegre El Corazon
- 22. Saudações
- 23. A decir Que Si
- 24. Estoy Listo
- 25. Final - Estoy Listo

## Músicas da versão da Band
- 01. Señas Tuyas
- 02. Angeles Del Mundo (Versão Cielo)
- 03. Casí Angeles (Dance)
- 04. Puedo Ser (com cortes)
- 05. Nenes Bien
- 06. Nena (com cortes)
- 07. Hay Un Lugar (com cortes)
- 08. Un Paso (com cortes)
- 09. A Ver Si Puden
- 10. Dos Ojos
- 11. Voy Por Mas (com cortes)
- 12. No Te Rindas
- 13. Tan Alegre El Corazon
- 14. Estoy Listo (com cortes)
- 15. Final - Estoy Listo

## 
1. ↑  Fernandes, Wandreza (23 de dezembro de 2010). «Band exibe musical inédito de Quase Anjos». Área VIP. Consultado em 26 de julho de 2024